# 方立

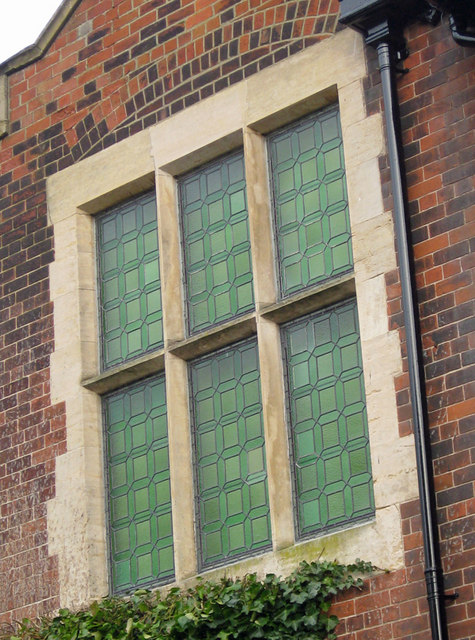
方立（縦）と無目（横）で仕切られた窓

方立（ほうだて、英語: mullion）とは、建具の用語である。左右につながった窓（連窓）や側部に明り取りの窓がついたドアでは左右を仕切る部材を、カーテンウォールでは縦桟（さん）部材を指して言う。
方立は構造的要素であり、隣接する窓ユニットを仕切る。方立は二枚ドアを垂直に仕切ることもある。 
方立は様々な材料から作成されるが、木材やアルミニウム合金が最も一般的である。ただし石材が窓の仕切りとして使われることもある。方立は垂直な要素であり、水平に使われる無目としばしば混同される。この言葉は「桟」と混同されることもあるが、こちらはサッシを小さなパネルや明り取りに仕切る小さな木あるいは鉄の部材を指す単語である。
方立は構造部材として機能し、開口上部の静荷重への耐力および窓ユニットにかかる風荷重を建物構造に伝える。この言葉はまた一般的なカーテンウォールシステムの大きくて厚みのある構造部材にも当てはまる。
19世紀中頃以前、ゴシック調教会やエリザベス風宮殿の大きな窓に見られるような、非常に大きなガラス部分が必要とされる場合、開口には、一般的には石材の方立や無目の枠組みへの仕切りを必要とした。さらに、大きなガラスパネルは主に鏡としての利用に使われており、ガラス窓やドアに利用するには高額であったため、各ガラスパネルのサッシや額縁などをさらに格子や鉛のリムに仕切る必要があった。 
現在の一般的なデザインでは、玄関や他の大きな部分にガラスを使用する際、通常は方立や無目と仕切られた明り取り窓やドアの組み合わせが使用される。 